# كريس ريا
كريس ريا (بالإنجليزية: Chris Rea)‏ هو مغن ومؤلف ومغني وموسيقي وممثل بريطاني، ولد في 4 مارس 1951 بميدلزبرة في المملكة المتحدة. بدأ مشواره المهني سنة 1978.

## وصلات خارجية
- كريس ريا على موقع IMDb (الإنجليزية)
- كريس ريا على موقع ألو سيني (الفرنسية)
- كريس ريا على موقع ميوزك برينز (الإنجليزية)
- كريس ريا على موقع أول موفي (الإنجليزية)
- كريس ريا على موقع قاعدة بيانات الأفلام السويدية (السويدية)
- كريس ريا على موقع أول ميوزيك (الإنجليزية)
- كريس ريا على موقع ديسكوغز (الإنجليزية)
- كريس ريا على موقع كينوبويسك (الروسية)